# حراب المطري (مدينة حجة)

تعديل مصدري - تعديل

حراب المطري هي إحدى قرى عزلة عبس بمديرية مدينة حجة التابعة لمحافظة حجة، بلغ تعداد سكانها 26 نسمة حسب تعداد اليمن لعام 2004.